# Jan Nepomucen Franke
Jan Nepomucen Franke (ur. 4 października 1846 we Lwowie, zm. 6 sierpnia 1918 we Lwowie) – polski inżynier, profesor Politechniki Lwowskiej.

## Życiorys

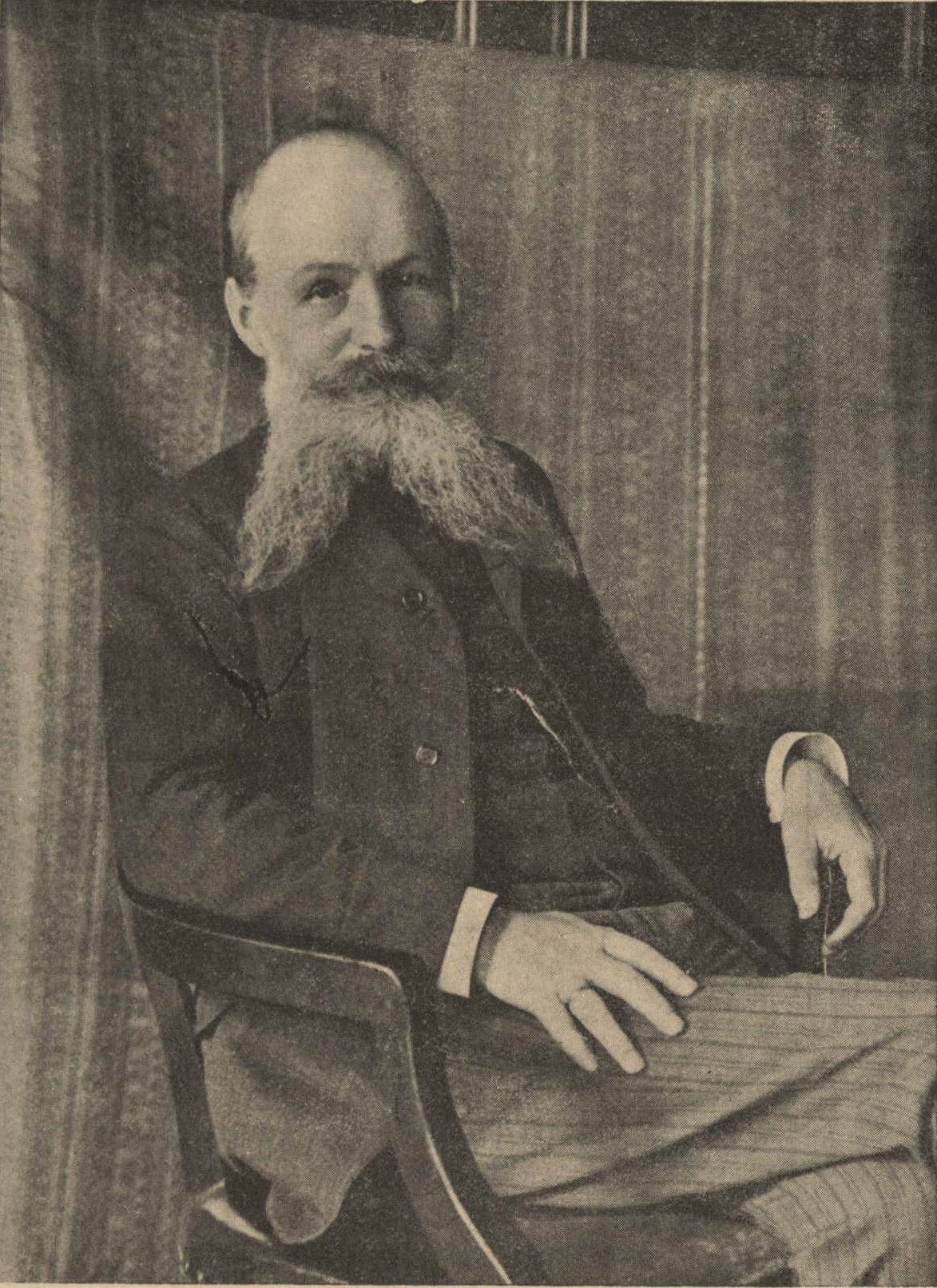
Jan Nepomucen Franke

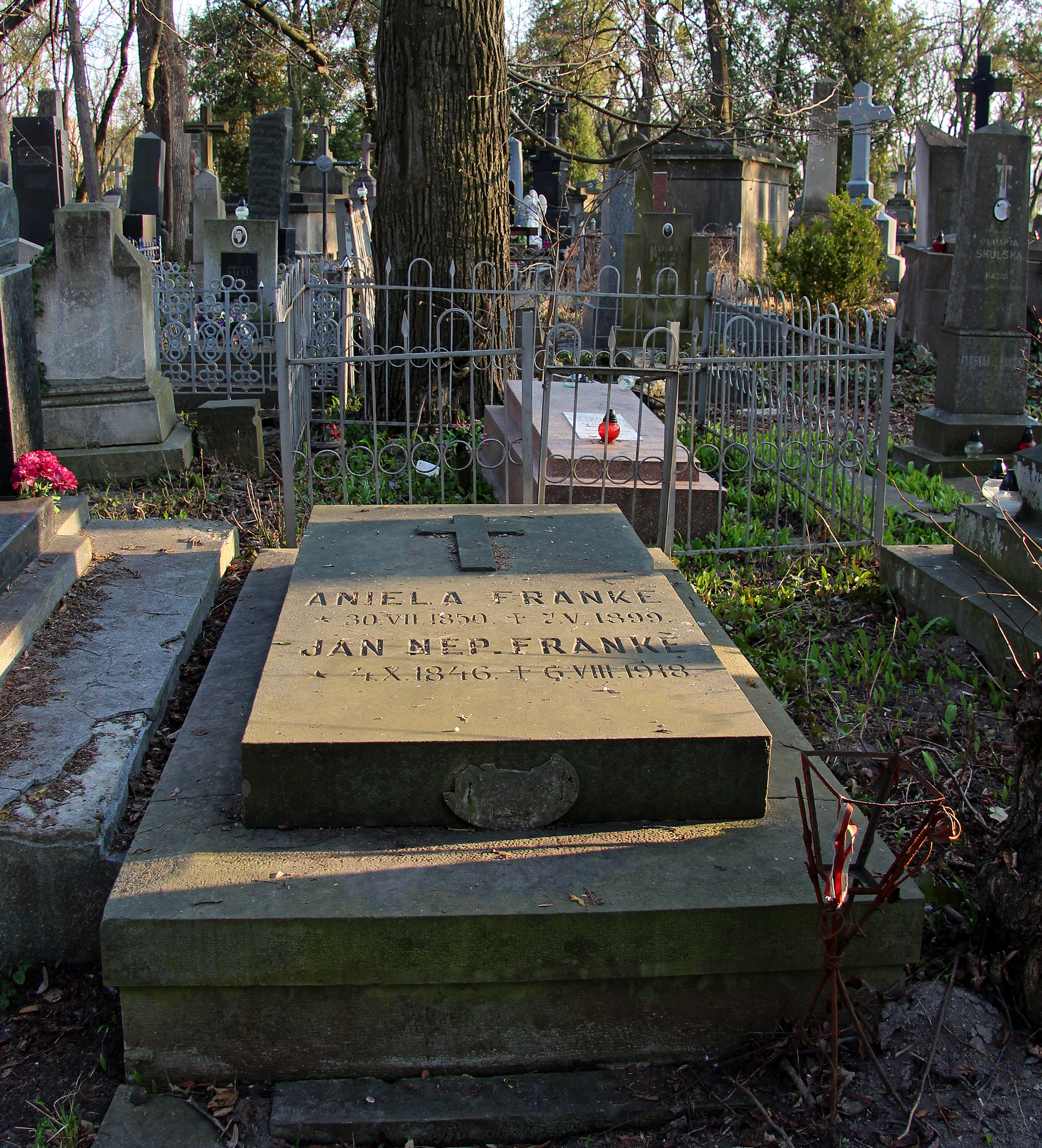
Grobowiec Jana i Anieli Franke

Był synem Józefa i Marii z domu Kühner. We Lwowie ukończył szkołę średnią oraz dwa lata Instytutu Technicznego. Edukację kontynuował na Wydziale Budowy Maszyn Politechniki Wiedeńskiej. Po powrocie do Lwowa objął stanowisko asystenta w katedrze Mechaniki i Geometrii Wykreślnej w Szkole Politechnicznej we Lwowie (1874–75 i 1880–81 rektor) którą kierował prof. Karol Maszkowski. Kolejno w Zurychu oraz Paryżu uczęszczał na wykłady sławnych mistrzów mechaniki.
W 1871 został mianowany profesorem zwyczajnym i stanął na czele Katedry Mechaniki i Teorii Maszyn na Politechnice Lwowskiej, którą kierował przez 22 lata. Organizator ówczesnej Politechniki Lwowskiej. W 1892 zrezygnował ze stanowiska i na prośbę Michała Bobrzyńskiego objął wydział szkół zawodowych, realnych i przemysłowych w Radzie Szkolnej Krajowej Galicji. Było to spowodowane tym, że dalszy rozwój Politechniki był już zapewniony, natomiast dalszego rozwoju wymagały szkoły dla młodzieży rzemieślniczej.
Jeden z założycieli Polskiego Towarzystwa Politechnicznego we Lwowie, prezes wydziału głównego 1901-1902 oraz jego członek honorowy. Prezes miejskiego Muzeum przemysłowego. Od 1876 roku członek korespondent, a od 1885 czynny członek krakowskiej Akademii Umiejętności. Doctor honoris causa Politechniki Lwowskiej. Krajowy inspektor szkół realnych i przemysłowych, członek Krajowej Komisji przemysłowej i wielu innych zrzeszeń.
Z Anielą Swaryczewską miał syna Mariana Franke (profesora Uniwersytetu Lwowskiego).
Pochowany na cmentarzu Łyczakowskim.

## Publikacje
- O względnościach wykreślnych zachodzących między rzutami systemów geometrycznych. Pamiętnik Towarzystwa Nauk Ścisłych w Paryżu, tom I, 1871.
- Przyczynek do ogólnej teoryi kół zazębionych. Pamiętnik Towarzystwa Nauk Ścisłych w Paryżu, tom IV, 1873.
- Studya analityczne nad ruchami4-1 ciał stałych. (Rozprawy wydziału matematyczno-przyrodniczego Akademii Umiejętności w Krakowie. "Pamiętnik" tom I, 1874.
- O niektórych zagadnieniach kinematyki na zasadzie ruchu powierzchni skośnych. (Rozprawy wydziału matematyczno-przyrodniczego Akademii Umiejętności w Krakowie. "Pamiętnik" tom III, 1877.
- O krzywiźnie powierzchni wzajem odwrotnych. Journal des mathématiques pures et appliquées, Paris Ser. 3 tom V, 1878
- Maciej Głoskowski, matematyk polski XVII w. Pamiętnik Krakowskiej Akademii Umiejętności tom V, 1878
- O właściwościach geometrycznych układów sił i układów rotacyjnych w połączeniu z układami linii. Sitzungsberichte d. Kaiserl. Akad. d. Wissenschaften in Wien, Bd. 84, 1881
- O zależności tarcia posuwistego od prędkości. "Civilingenieur", Bd. XXVIII, 1882 (praca, która znalazła ważne zastosowanie praktyczne w technice kolejowej)
- O inwolucyi sześciu prostych uważanych jako osi skrętów chwilowych. Pamiętnik Krakowskiej Akademii Umiejętności tom VII, 1881
- Teorya analityczna kompleksów śrub. Pamiętnik Krakowskiej Akademii Umiejętności tom VII, 1882
- Program monografii o Janie Brociuszu. Rozprawy wydziału matematyczno-przyrodniczego Akademii Umiejętności w Krakowie. "Pamiętnik" tom X, 1882.
- Jan Brożek o liczbach doskonałych i o liczbach zaprzyjaźnionych. Bibl. matem.-fizyczna, ser. III, tom I, Warszawa 1883
- Jan Brożek akademik krakowski, 1585-1652, jego życie i dzieła, ze szczególnem uwzględnieniem prac matematycznych. Krakowska Akademia Umiejętności, 1884.[3]
- O krzywiźnie herpolodyi. (Comptes Rendus, Paris tom 101, 1885)
- O wyrównaniu chyżości biegu nieustannego maszyn parowych. Pamiętnik wydziału matematyczno-przyrodniczego Akademii Umiejętności w Krakowie,tom X, 1885
- Rozwój pojęć naszych o kształcie i wielkości ziemi. "Kosmos", Lwów, 1885
- O kręceniu się ciała stałego około punktu. Pamiętnik wydziału matematyczno-przyrodniczego Akademii Umiejętności w Krakowie,tom XII, 1886
- Mechanika teoretyczna. Warszawa, 1889 nakładem Kasy im. Mianowskiego Obszerny podręcznik do wykładów uniwersyteckich, poprzedzony zarysem historycznym rozwoju mechaniki (str. XXXI i 645)
- O rozprowadzeniu siły (energii) za pomocą powietrza. "Czasopismo Techniczne", Lwów 1890
- Zasady ogólne mechaniki ciał sztywnych na podstawie spółrzędnych jednorodnych ruchu i siły. Rozprawy wydziału matematyczno-przyrodniczego Akademii Umiejętności w Krakowie. tom XXIII, 1891

### Publikacje popularne
- Szkolnictwo przemysłowe na wystawie paryskiej w 1889. Nakładem funduszu krajowego Lwów, 1890
- Szkolnictwo przemysłowe na wystawie jubileuszowej w Pradze. Lwów, 1891[4]
- Poradnik dla obsługi i nadzoru kotłów parowych, dla użytku maszynistów, kotłowych (palaczy), gorzelników, właścicieli kotłów parowych i techników. Nakładem funduszu krajowego, Lwów 1877 (znany podręcznik który ukazał się później w licznych wydaniach (1891[5], 1899[6] i późniejsze) ciągle rozszerzanych i ulepszanych.